# Rheinhänge von Burg Gutenfels bis zur Loreley
Koordinaten: 50° 6′ 42″ N, 7° 45′ 1″ O
Das Naturschutzgebiet Rheinhänge von Burg Gutenfels bis zur Loreley liegt auf dem Gebiet des Rhein-Lahn-Kreises in Rheinland-Pfalz. Es ist das größte Naturschutzgebiet im Landkreis.
Das 626,36 ha große Gebiet, das mit Verordnung vom 16. September 1999 unter Naturschutz gestellt wurde, erstreckt sich rechtsrheinisch gegenüber der Ortsgemeinde Urbar und der Stadt Oberwesel. Unweit nördlich der Ortsgemeinde Dörscheid fließt der Urbach, ein linker Zufluss des Rheins, durch das Gebiet. Direkt am westlichen Rand verläuft die B 42 (= Rheinstraße), östlich die Landesstraße L 338.
Das Gebiet umfasst Lebensräume des Mittelrhein-Durchbruchtales mit seinen Seitentälern. Dazu gehören insbesondere Xerothermbiotope wie Felspartien, offene und gehölzbestandene Flächen und Trockenmauern.

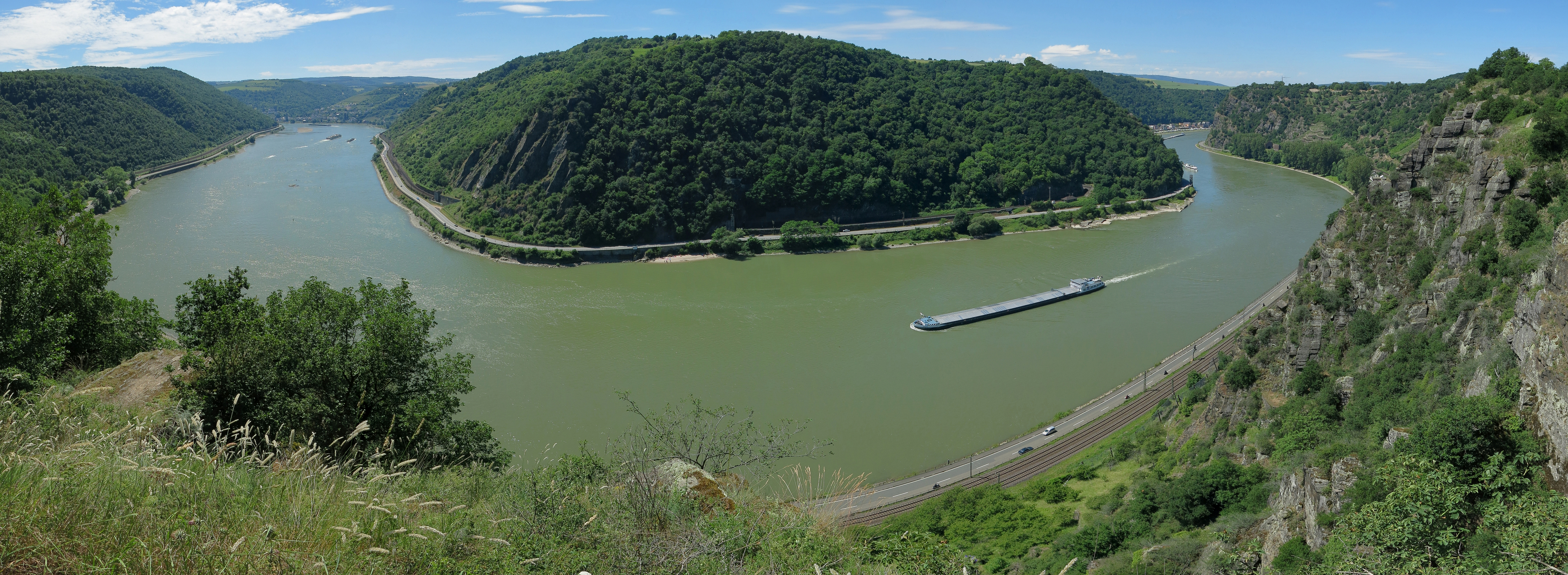
Blick vom Aussichtspunkt Spitznack über das Rheintal zwischen Oberwesel und der Loreley